# Pommier-de-Beaurepaire
Pommier-de-Beaurepaire település Franciaországban, Isère megyében. Lakosainak száma 731 fő (2022. január 1.). Pommier-de-Beaurepaire Beaufort, Bossieu, Faramans, Pajay, Pisieu, Saint-Barthélemy és Saint-Julien-de-l’Herms községekkel határos.

## Népesség
A település népességének változása:
| Lakosok száma | 496  | 530  | 571  | 658  | 721  | 710  | 704  | 709  | 717  | 731  |
|               | 1968 | 1982 | 1990 | 2006 | 2013 | 2015 | 2017 | 2019 | 2020 | 2022 |